# Bloch-vector

De blochbol, de ruimte voor blochvectoren.

In de kwantummechanica is een bloch-vector een meetkundige representatie van een pure 
kwantumtoestand van een 2-toestanden systeem. De naam is te danken aan Felix Bloch (1905–1983), Zwitsers-Amerikaans natuurkundige en winnaar van de Nobelprijs voor Natuurkunde in 1952.
Een mogelijke parametrisatie voor een algemene, complexe, twee-dimensionale, genormeerde toestandsvector is
{\displaystyle |\psi \rangle ={\begin{pmatrix}\cos \left(\theta /2\right)\\e^{i\phi }\sin \left(\theta /2\right)\end{pmatrix}},}
waarbij {\displaystyle \theta \in [0,\pi ]} de hoek is met de positieve z-as en {\displaystyle \phi \in [0,2\pi )} de hoek in het x,y-vlak met de positieve x-as (zie afbeelding hiernaast). Voor deze toestandsvector geldt expliciet dat deze genormeerd is: {\displaystyle \langle \psi |\psi \rangle =1}, met andere woorden: elke bloch-vector heeft gezien vanuit het centrum van de bol een lengte gelijk aan 1. De bloch-vector is vervolgens gedefinieerd als de verwachtingswaarde van de pauli-matrices met betrekking tot deze toestandsvector: {\displaystyle {\bf {x}}_{\text{Bloch}}=\langle \psi |{\bf {\sigma }}|\psi \rangle }. Voor de parametrisatie hierboven volgt
{\displaystyle {\bf {x}}_{\text{Bloch}}={\begin{pmatrix}\sin \theta \cos \phi \\\sin \theta \sin \phi \\\cos \theta \end{pmatrix}}.}